# Muralla de Tungasuca
La Muralla de Tungasuca es un antiguo camino epimural, construida por la cultura Colli, cuya composición fue hecha con barro y piedra, más conocida como tapial, bajo la técnica de superposición de grandes bloques de adobe trapezoidales, durante el periodo Intermedio Tardío. Algo que causa incertidumbre es la presencia de frejoles en los paredones de barro, ya que hasta el momento no se sabe el significado debido a que no ha sido esclarecido de forma científica por especialistas, aunque dejan entrever una posible relación mágico-religiosa. Se encuentra localizada entre el distrito de Carabayllo y el distrito de Comas, provincia de Lima, en el departamento de Lima. El nombre de Tungasuca se debe a la cercanía con la urbanización del mismo nombre en el distrito de Carabayllo. 
La muralla contaba con escaleras de acceso que hacían posible el tránsito por la parte superior, los caminos tienen un largo conservado de 410 metros, y entre 0.5 y 1 metro de ancho. Se encuentra aproximadamente a 180 m s. n. m. Y sirvió para defender a los Colli y otros pueblos de los ataques de los cantas y atavillos, quienes peleaban por la posesión de la zona de Quivi (Quives), área que producía la mejor coca de toda la región.

## Función
Estas murallas servían como caminos, según Agurto Calvo plantea que son caminos epimurales, por donde transitaban los pobladores valle arriba y viceversa llegando hasta el litoral. Se asegura que estas murallas servían para transitar el extenso valle de Carabayllo sin tener los contratiempos de atravesarse con una zona pantanosa.
La Muralla de Tungasuca (RDN N.º 890/INC-2001) fue declarada Patrimonio Cultural de la Nación, el 3 de setiembre de 2001, con una ubicación jurisdiccionalmente entre los distritos de Comas y Carabayllo.

## Problemática
En la actualidad la muralla de Tungasuca, pese a ser patrimonio cultural de nación desde el 2001 enfrenta un total descuido en su conservación tanto de parte del estado como de la población de los alrededores. Es por ello, que este centro arqueológico viene siendo tratado como basurero, ya que los vecinos arrojan desmonte, además de ello, también representa un peligro para los pobladores ya que personas lo usan como un lugar para fumar y para delinquir.

## Ubicación geográfica y sectorización
Según las últimas investigaciones, correspondería al periodo Intermedio Tardío (1000-1400 d. C.), tiempo en que las sociedades costeras de Lima entraron en discusión por el control del agua y tierras en trabajo de la agricultura. Por su categoría pudo ser diseñada con un fin defensivo y su ancha cima pudo servir como un camino epimural. La muralla comenzaba en la ladera de cerro Zorro, cercando Zancudo, Allpacoto, Chacra, Huacan-Llanco, Dacha Tambo, Huacas Templo y la fortaleza de Collique y seguía su camino hacia el río Chillón. Según el historiador Santiago Tácunan esta Muralla había llegado hasta el mar.

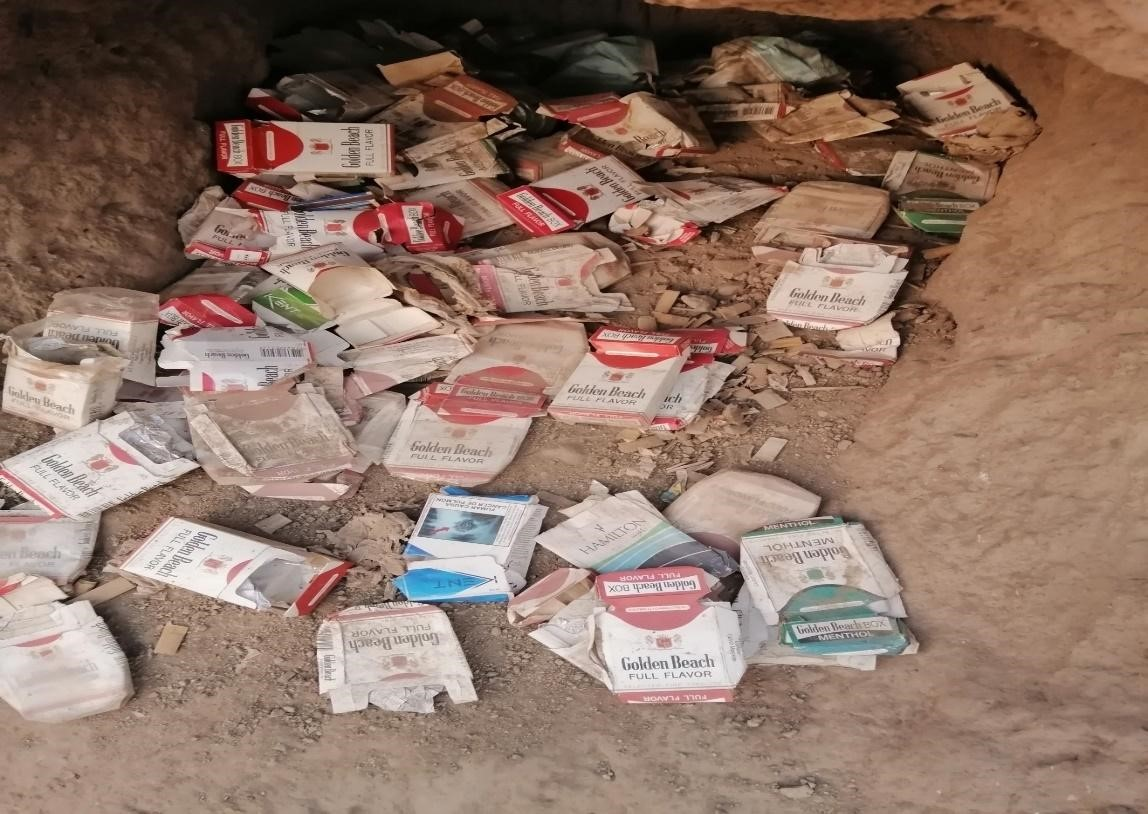
Cajetillas de cigarro en una de las murallas, haciendo que la Muralla Tungasuca esté en riesgo.

Se encuentra en el departamento de Lima, en la confluencia con los distritos de Comas y de Carabayllo, específicamente en la urbanización de Tungasuca. El terreno es accesible ya que se encuentra a 450 metros de la Av. Universitaria y como referencia situado en el cruce de las avenidas Condorcanqui y Unión. Este terreno tiene 7 184 m² de zona de recreación pública(ZRP), en su entorno se encuentran viviendas de densidad media, centros educativos públicos, un parque recreativo municipal; lo más resaltante en este contexto son los restos de la muralla de adobe que, según algunos arqueólogos, servía como barrera y protección perimetral de la cultura Colli.
El sitio arqueológico anteriormente fue cortado por la mitad por los diversos vecinos habitantes de Comas, por lo que se aprovechó dicha división para sectorizarlo. Dichos sectores se encuentran apartados entre sí y son los siguientes:
- Sector "A", el lado noreste, comprende desde la vereda que corta el camino hasta la parte que termina hacia las casas. Este es el único sector que presenta áreas libres a los costados y más grado de destrucción.
- Sector "B", el lado suroeste, corresponde todo el espacio desde el corte del camino hacia la pista (Av. Condorcanqui) y es la que cuenta con mayor grado de conservación así como en su trazo presenta un ángulo curvo.

## Línea de tiempo
La construcción del sitio arqueológico se habría dado aproximadamente durante el año 1100 d. C. cuando la Cultura Collique, también conocidos como los Colli, inician la construcción de la Muralla de Tungasuca. Este sitio, en base al estilo cerámico y al análisis arquitectónico, tuvo dos fases tentativas: la primera fase fue durante la etapa final del Intermedio Tardío, y la segunda fase fue durante el Horizonte Tardío, cuando el sitio arqueológico empezó a cumplir otra función. Hay una mayor presencia del estilo Ychsma-Inca durante la segunda fase mientras que durante la primera fase, la cerámica registrada presenta aparentemente mucha similitud con el estilo Colli-Ychsma.
Durante el Periodo Intermedio – Tardío ubicado entre los años 1100 y 1500 la muralla de Tungasuca al pertenecer a la cultura Collique, quien a la vez constituyó parte de Ychima o Ichma, esta cultura se mostró dominante en la región de Lima hasta antes de la llegada de los Incas, recordando que fueron estos quienes terminaron con mucho de nuestra cultura. Se desarrolló principalmente en los valles de los ríos Rimac y Lurín y a la vez estaba bajo la dirección del centro religioso de Pachacamac. Sin embargo, con la llegada de los incas, esta cultura pasó a estar bajo el dominio del Tahuantinsuyo, es así que debido a los enfrentamientos se ha ido destruyendo en ese contexto y es que hasta en septiembre de 2001, ha sido declarado Patrimonio Cultural de la Nación (MDC, 2016), hoy en día solo se encuentra un fragmento de esta y sus muros se encuentran en un desgaste constante debido a la paupérrima atención que recibe tanto de los pobladores como del estado. 
Línea de tiempo de la Muralla de Tungasuca

## Proyecto de Investigación Arqueológica Muralla de Tungasuca (PIAMT)

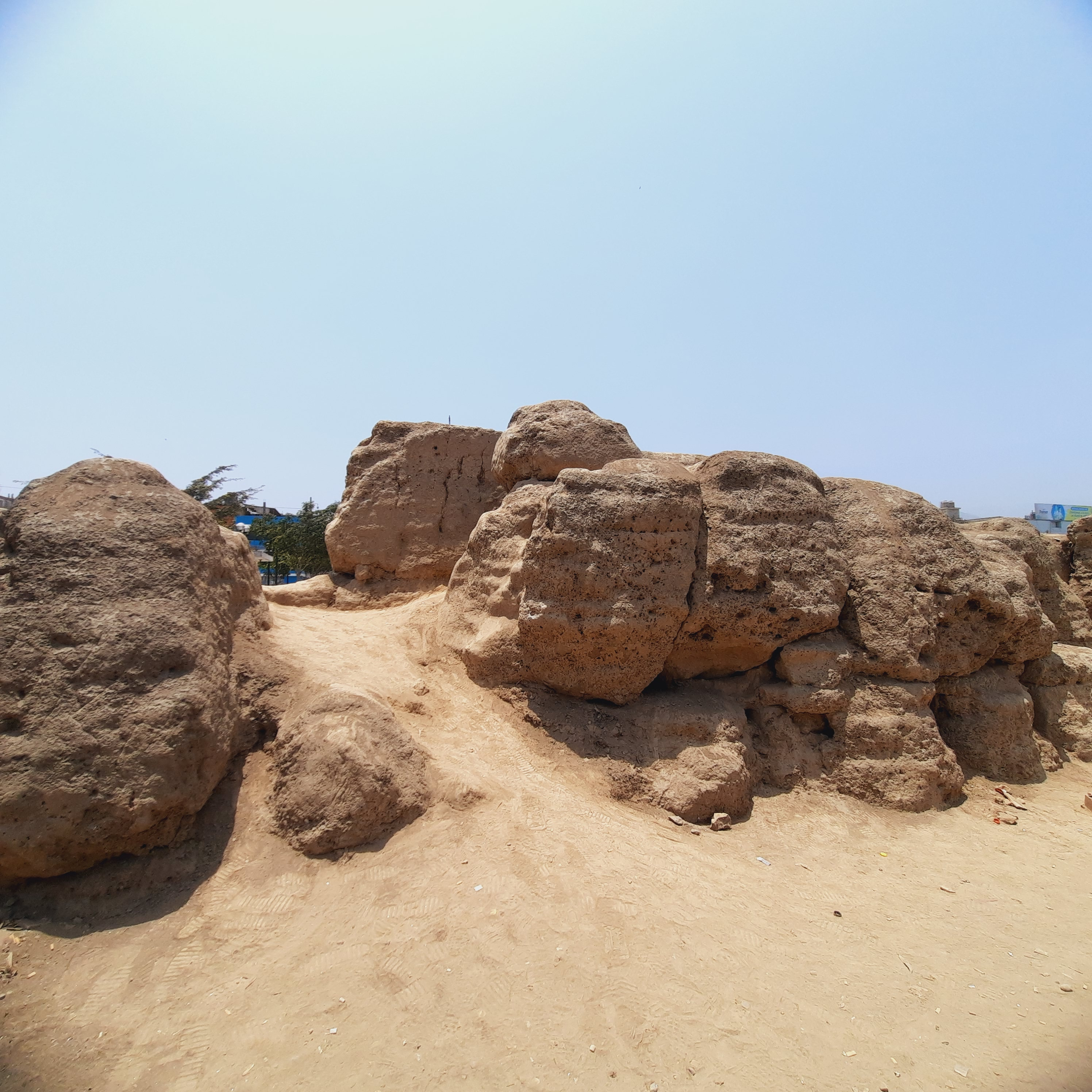
Una parte de la Huaca Tungasuca

La asociación sin fines de lucro Yachay Investigación Histórica y Desarrollo Social fue la encargada de comenzar el PIAMT, durante el 2017, con el objetivo de rescate patrimonial y para el descubrimiento de valor arqueológico e histórico. Por su parte, YIHDES comenzó en agosto, actividades como talleres, encuestas y entrevistas, mientras que, por otro lado, se extendieron las serie de excavaciones del proyecto hasta noviembre del mismo año.
El Ministerio de Cultura de la mano de Calidda presentaron los dos volúmenes de las Actas del V Congreso Nacional de Arqueología dado su compromiso con la difusión de resultados de las investigaciones presentadas en el Congreso Nacional de Arqueología (CNA). El Proyecto de Investigación Arqueológica Muralla de Tungasuca representó la parte del primer volumen donde se presentaron trabajos de diferentes periodos y sitios arqueológicos, en este caso con investigaciones en la costa central fue escogida la Muralla de Tungasuca, entre otros más.   

### Trabajo de campo
Todo el proceso de excavación se realizó manualmente y lograron participar una serie de trabajadores quienes son mayormente lugareños, los que fueron supervisados sobre sus labores por los investigadores. Las excavaciones se realizaron a través de estratos culturales de deposición, a su vez el registro de cada hallazgo o elemento tridimensionalmente se llevó a cabo de acuerdo a la fase de ocupación o deposición, posteriormente los materiales recolectados fueron registrados y seleccionados en el campo de su unidad. Los encargados de cada unidad estuvieron a cargo de su registro, gráfico, y notas de campo.
La división de la huaca debido al avance de las urbanizaciones modernas fue de provecho para realizar la sectorización en Sector "A", el lado noreste, y en Sector "B", el lado suroeste. Se realizaron cuatro pozos de cateos de los ocho propuestos al Ministerio de Cultura, dos al norte de la muralla y dos al sur.

## Contexto histórico
Para entender el contexto histórico de la Muralla de Tungasuca, se tiene que entender la controversia que existe sobre quién construyó y utilizó este sitio arqueológico. Algunos historiadores mencionan que fue la Cultura Colli, y otros que fue la cultura Ychsma. Por ello, se realizaron 2 proyectos de evaluación sobre la ocupación de la cultura Ychsma en el Chillón, pues se reconoce que tanto uno como el otro pudieron ser grandes influyentes sobre este.

## Puesta en valor

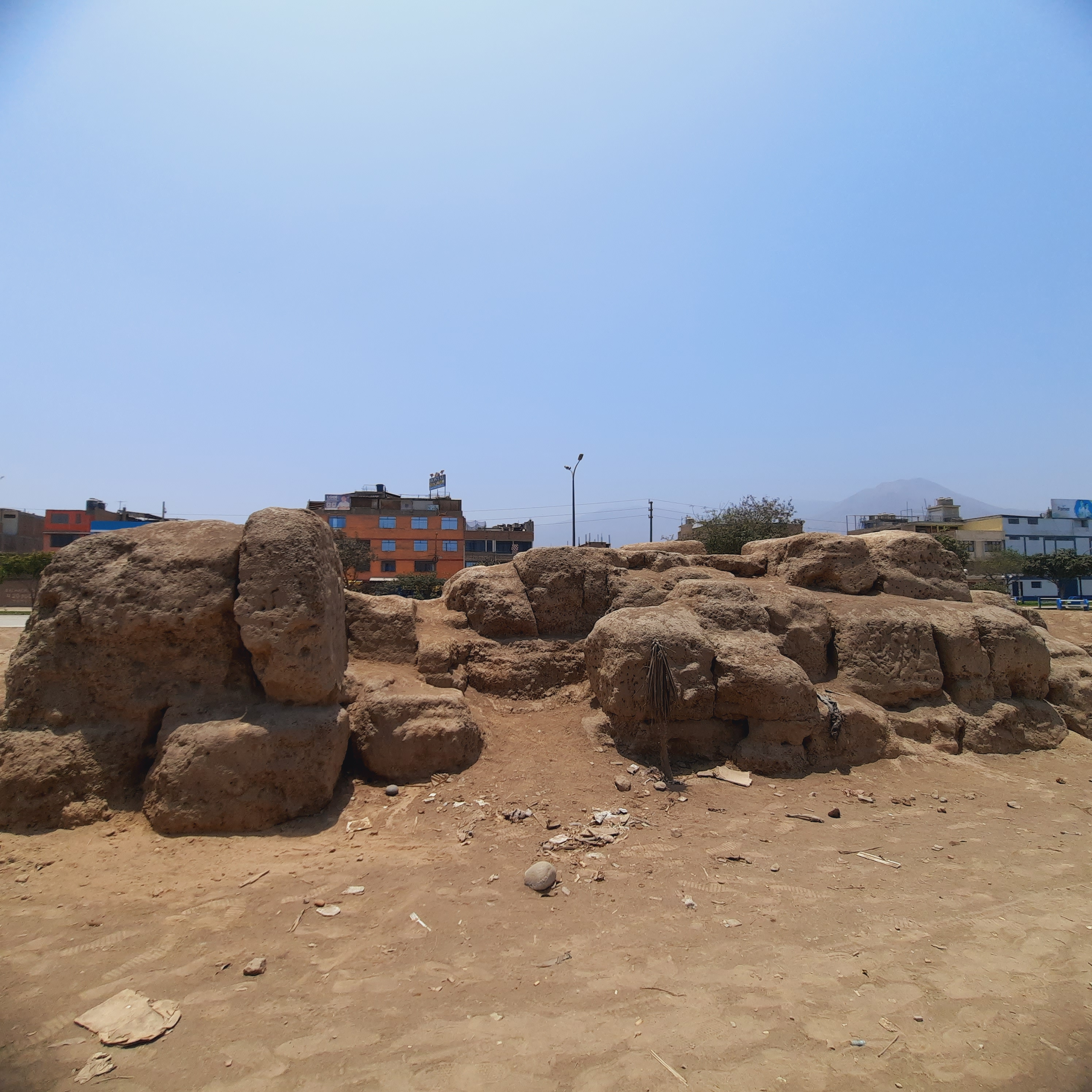
Foto tomada el 6 de octubre de 2022

En el año 2015, Gamarra Santillán realizó la investigación "Gestión turística municipal y la conservación del patrimonio cultural murallas de Tungasuca en el distrito de Carabayllo en el periodo marzo-septiembre 2015”, quien llegó a las siguientes conclusiones: primero, la gestión turística municipal del distrito no es eficiente por tal motivo la Muralla de Tungasuca se vio deteriorada paulatinamente debido a la acción del hombre, por los fenómenos climatológicos y la falta de planes de conservación por parte de sus autoridades; segundo, se afirma que el 60% de encuestados no tienen el conocimiento de conciencia turística y requieren capacitación en prestación de servicios turísticos para revertir esta situación y mejorar el turismo y la concientización por parte de la actual gestión en el área de turismo y de las organizaciones comunales; tercero, la Muralla de Tungasuca una de las escasas muestras de todo lo que fue la defensa de los Colli por lo que el Ministerio de Cultura y los municipios de Comas y Carabayllo deben realizar un plan para la protección y conservación de modo que se logre evitar su constante deterioro, a la vez también informar a la comunidad para que puedan participar en su recuperación.
Tras el planteamiento de la “Gestión turística municipal y la conservación del patrimonio cultural murallas de Tungasuca en el distrito de Carabayllo en el periodo marzo-septiembre 2015” se concluye que la gestión turística municipal no es eficiente, por lo tanto, se ven deterioradas. Hoy en día la zona se encuentra en abandono y a sus alrededores se puede observar la creciente vegetación que ni siquiera está siendo del cuidado de las personas.  
En los últimos años, la Muralla de Tungasuca se encuentra en constante desgaste por una inadecuada protección, tanto en la vegetación como la misma muralla, por la desidia del municipio y por ninguna indicación que refiera estar protegido por el Ministerio de Cultura, tal y como se observa en la foto. Del mismo modo, los vecinos afirman que este lugar es utilizado por gente de mal vivir para realizar diversos actos indebidos entre ellos delitos. Sin embargo, también se vienen realizando proyectos por parte de los vecinos para mantener su conservación y difusión. 
Este grupo se hace llamar Guardianes de la Muralla, creado en el año 2019, un grupo de personas habitantes cerca al espacio arqueológico conocido como la Muralla de Tungasuca, intentan revivir la educación, el arte y la cultura de la población a través de actividades recreativas y publicaciones informativas. Mediante las publicaciones en Facebook y en su página web comparten videos propios o noticieros, artículos informativos, revistas, fotos y demás sobre la cultura Colli y todo lo relacionado; como la entrevista con el historiador Raúl Tarazona en el Museo Regional de Arqueología Antropología e Historia Juan José Vega Bello sobre varios temas de nuestra historia local en Lima Norte, y/o como la Revista Collik que presentó  la nueva edición impresa N° 52 correspondiente al mes de agosto de 2022, manteniéndose como la única revista cultural de Lima Norte. A su vez, se realizan actividades como cuando los vecinos de Carabayllo y Comas acompañados de miembros del serenazgo de ambos distritos y efectivos de la comisaría de Santa Isabel realizan rondas por la muralla y calles aledañas durante la noche; o cuando realizan una jornada de limpieza en la Muralla de Tungasuca con las municipalidades; o cuando realizan talleres virtuales multi-artes. 
De esta manera, se evidencia la participación de la población y también, por qué no decirlo, del Estado; sin embargo, no es tan recurrente para ser notorio. Se necesita de un apoyo total por parte de la Municipalidad de Comas y de la Municipalidad de Carabayllo, que hasta el momento (2022) no sucede.